# 1091
1091 је била проста година.

## Догађаји
- 29. април — Битка код Левунија
- Нормани освајају Ното и завршавају 30-годишње освајање Сицилије од маварских владара. Војвода Рожер Борса предаје свој удео у дворцима Калабрије и добија наследство над Палермом. Он даје повеље разним градовима и подстиче урбано планирање у Апулији и Калабрији.
- Византијско-српски ратови (1091—1093) Византијски цар Алексије је ушао у сукоб са српским владарима Константином Бодином и великим жупаном Вуканом, одмах након победе над Печенезима. Спорне су биле границе око Косова.
- Краљ Стјепан II, последњи од династије Трпимировић, умире после две године владавине, без наследника. У Хрватској потом избијају рат и немири. Угарски краљ Ладислав I, на подстицај своје сестре, краљице Јелене, интервенише у сукобу и окупира Хрватску. Он се проглашава краљем, али га оспорава хрватски племић Петар Свачић.
- Енглески краљ Вилијам II напада Нормандију са великом војском. Његова браћа, Хенри и Роберт, мобилишу плаћеничке снаге да се одупру Вилијаму током опсаде Мон Сен Мишела. Хенри је приморан да преда своја имања на полуострву Котентин у Нормандији и потписује мировни споразум.
- Крај владавине арапске династије Абадида у Севиљи у данашњој Шпанији.

## Рођења
- 18. септембар — Андроник Комнин, византијски принц и генерал

## Смрти
- Стјепан II, краљ Хрватске